# Смирнов, Василий Алексеевич (Герой Советского Союза)
Василий Алексеевич Смирнов (1922—2011) — полковник Советской Армии, участник Великой Отечественной войны, Герой Советского Союза (1944).

## Биография
Василий Смирнов родился 14 января 1922 года в деревне Чернава (ныне — Краснохолмский район Тверской области). Окончил семь классов школы, после чего проживал и работал в Рыбинске. В июле 1941 года Смирнов был призван на службу в Рабоче-крестьянскую Красную Армию. С июля 1942 года — на фронтах Великой Отечественной войны.
К сентябрю 1943 года гвардии сержант Василий Смирнов был начальником радиостанции роты связи 78-го гвардейского стрелкового полка 25-й гвардейской стрелковой дивизии 6-й армии 3-го Украинского фронта. Отличился во время битвы за Днепр. 26 сентября 1943 года Смирнов переправился через Днепр в районе села Войсковое Солонянского района Днепропетровской области Украинской ССР и принял активное участие в боях за захват, удержание и расширение плацдарма на его западном берегу, обеспечивая бесперебойную связь командования полка с командованием дивизии, лично участвовал в отражении немецких контратак. Только в боях за расширение плацдарма уничтожил 20 солдат и офицеров противника.
Указом Президиума Верховного Совета СССР от 22 февраля 1944 года за «мужество, отвагу и героизм, проявленные на фронте борьбы с немецкими захватчиками», гвардии сержант Василий Смирнов был удостоен высокого звания Героя Советского Союза с вручением ордена Ленина и медали «Золотая Звезда» за номером 2506.
После окончания войны Смирнов продолжил службу в Советской Армии. В 1946 году он окончил Муромское военное училище связи, в 1961 году — Военную академию связи. В 1978 году в звании полковника Смирнов был уволен в запас. Проживал и работал в Ленинграде.
Умер 10 февраля 2011 года, похоронен во Всеволожске.
Был также награждён орденами Красного Знамени и Отечественной войны 1-й степени, рядом медалей.